# Afrotethina kaplanae
Afrotethina kaplanae är en tvåvingeart som beskrevs av Lorenzo Munari 1994. Afrotethina kaplanae ingår i släktet Afrotethina och familjen Canacidae. Inga underarter finns listade i Catalogue of Life.